# 原俊夫
原 俊夫（はら としお、1935年 - ）は、日本の実業家。公益財団法人アルカンシェール美術財団理事長。
原美術館館長、ニューヨーク近代美術館国際評議委員会副会長、ホノルル美術館名誉理事、公益財団法人日本博物館協会参与などを歴任。

## 人物
1935年、東京で生まれる。実業家原六郎の曾孫、実業家原邦造(元東京ガス会長、元日本航空会長)の孫。
学習院大学政経学部を卒業後、アメリカ・プリンストン大学に留学し、美学・美術史・博物館経営論を学ぶ。
父から引継いだ日本土地山林などの企業経営をする傍ら、デンマークにあるルイジアナ美術館を訪れたことがきっかけに、1979年原邦造の私邸を開放し、当時日本では珍しかった現代美術専門の美術館である原美術館を開館。
その後、1988年には群馬県渋川市の伊香保温泉にある伊香保グリーン牧場内に原美術館別館としてハラミュージアムアークも開館した。
2017年、「現代美術界に新風を吹き込み、自らの名前を冠した美術館を創設したほか、数多くのフランス人アーティストやフランスの主要関係機関と極めて緊密な関係を築いたこと」が高く評価され、フランス政府レジオン・ドヌール勲章オフィシエを受章。
2018年6月に、原美術館とハラミュージアムアークの館長を退任。両館の運営母体であるアルカンシェール美術財団の理事長として、引き続き運営に携わっている。